# Cachón
Cachón är en ort i Dominikanska republiken.   Den ligger i provinsen Barahona, i den sydvästra delen av landet, 130 km väster om huvudstaden Santo Domingo. Cachón ligger 22 meter över havet och antalet invånare är 1 903.
Terrängen runt Cachón är platt åt nordost, men åt sydväst är den kuperad. Runt Cachón är det ganska tätbefolkat, med 104 invånare per kvadratkilometer. Närmaste större samhälle är Santa Cruz de Barahona, 10,3 km öster om Cachón. I omgivningarna runt Cachón växer huvudsakligen savannskog.